# Jørgen Frederiksen (Socialdemokratiet)
 For alternative betydninger, se Jørgen Frederiksen. (Se også artikler, som begynder med Jørgen Frederiksen)
Jørgen Frederiksen (født 17. oktober 1935 i København, død 22. september 2016) var en dansk socialdemokratisk politiker. Han hospitalsborgmester (officielt: borgmester for Magistrarens 2. afdeling) i Københavns Kommune fra 1981 til 1982 og medlem af Folketinget fra 1977 til 1979 samt i en periode i 1981.

## Uddannelse og erhverv
Jørgen Frederiksen var søn af tømrer Willy Frederiksen og husmoder Johanne Frederiksen. Han gik på Grøndalsvængets Skole i København fra 1943 til 1944 og derefter i De forenede Kirkeskoler (det nuværende Sankt Annæ Gymnasium) fra 1944 til 1951. Han arbejdede som maskinarbejder 1951 til 1966, var sekretær i Arbejderbevægelsens Informationscentral (AIC) 1966 til 1970 og arbejdskonsulent i Arbejdsformidlingen i København fra 1970 til 1981.

## Politisk karriere
Frederiksen var bestyrelsesmedlem i Socialdemokratisk Forening 12. kreds 1961-1975 og i Socialdemokratiet i Hovedstaden 1976-1981. Han blev medlem af Københavns Borgerrepræsentation i 1970 og var formand for byplan- og trafikudvalget fra 1974 til 1976 og for kulturudvalget fra 1978 til 1981. Fra 1976 til 1981 var han formand og politisk ordfører for den socialdemokratiske gruppe på rådhuset.
Han var borgmester for Magistratens 2. afdeling (kaldet hospitalsborgmester) fra 1981 til 1982.
Frederiksen var opstillet til Folketinget for Socialdemokratiet i Bispeengkredsen (Østre Storkreds) fra 1977 til 1981. Han blev valgt til Folketinget ved folketingsvalget i 1977, men opnåede ikke genvalg ved folketingsvalget i 1979. Han var dog midlertidigt folketingsmedlem i to korte perioder som stedfortræder for Lasse Budtz i 1979 og som stedfortræder for Erling Olsen i 1980. Da Majken Hessner nedlagde sit mandat i marts 1981, blev han igen fast medlem af Folketinget. Han nedlagde selv mandatet i september 1981 og blev afløst af Bent Hansen.
Andre tillidsposter var formand for Det Københavnske Byfornyelses- og Saneringsselskab fra 1977 til 1981, formand for Dagcentret Bodillestuerne i Baldersgade fra 1975 og formand for Nørrebros Teater fra 1978 til 1981. Han var medlem af Hovedstadsrådet fra 1977.